# Barbara Imhof
Barbara Imhof geb. Schulze (* 15. August 1952 in Offenbach am Main) ist eine deutsche Politikerin (SPD). 
Barbara Imhof ist Diplom-Sozialpädagogin und war Geschäftsführerin der AWO Fulda. 1994, 1998 und 2002 kandidierte sie im Bundestagswahlkreis Fulda als Direktkandidatin, unterlag aber jeweils deutlich gegen den Bewerber der CDU. Von 1994 bis 2002 war sie Abgeordnete im Deutschen Bundestag. Sie wurde jeweils über die Landesliste Hessen ins Parlament gewählt. Nach der Bundestagswahl 2002 gelangte aufgrund der vielen gewonnenen Direktmandate nur ein Abgeordneter der SPD über die hessische Landesliste in den Bundestag und Imhof schied damit aus. Danach pflegte sie ihren kranken Vater und hatte eigene Gesundheitsprobleme. Daneben arbeitete sie als freiberufliche Beraterin für Sozialverbände und Institutionen. Am 5. Juli 2005, also nur zweieinhalb Monate vor der Neuwahl des Bundestages, rückte sie erneut über die Landesliste Hessen für die verbleibende Zeit der Wahlperiode ins Parlament ein. Sie ersetzte den Abgeordneten Walter Hoffmann, der aufgrund seiner Wahl zum Oberbürgermeister von Darmstadt sein Mandat am 25. Juni 2005 niedergelegt hatte. Zur vorgezogenen Bundestagswahl 2005 wurde sie von ihrer Partei nicht wieder nominiert. Gemeinsam mit ihrer Schwester und ihrer Tochter eröffnete sie danach 2006 in Fulda eine Kaffeerösterei mit Cafeteria, welche sie Ende 2010 wieder verkaufte.